# نهائي الدوري الهندي الممتاز 2025
كان نهائي الدوري الهندي الممتاز 2025 هو المباراة النهائية الحادية عشرة للدوري الهندي الممتاز التي لُعبت لتحديد الفائز بكأس الدوري الهندي الممتاز 2024–25. لُعبت المباراة في 12 أبريل 2025 بين أتك موهون باغان وبنغالورو في ملعب سالت ليك في كلكتا. وقد شكلت المباراة ختام تصفيات الدوري الهندي الممتاز 2024–25.
لعب كل من موهون باغان وبنغالورو نهائي كأس الدوري الهندي الممتاز للمرة الرابعة. فاز موهون باغان بالمباراة 2–1 ليحقق لقبه الثاني في كأس الدوري الهندي الممتاز وثنائية الدوري والكأس.

## الخلفية
أنهى أتك موهون باغان الموسم العادي من الدوري الهندي الممتاز 2024–25 في المركز الأول وفاز 3–2 في مجموع المباراتين ضد نادي جمشيدبور في نصف نهائي التصفيات للتأهل إلى النهائي.
أنهى بنغالورو الموسم العادي في المركز الرابع وفاز 5–0 في مرحلة خروج المغلوب ضد مومباي سيتي. ثم فازوا 3–2 في مجموع المباراتين ضد صاحب المركز الثاني نادي جوا في نصف نهائي التصفيات للتأهل إلى النهائي.
جدول النقاط
| م  | الفريق                 | لعب | ف  | ت | خ  | أ.له | أ.ع | أ.ف | نقاط | ت                                               |
| -- | ---------------------- | --- | -- | - | -- | ---- | --- | --- | ---- | ----------------------------------------------- |
| 1  | أتك موهون باغان (C, W) | 24  | 17 | 5 | 2  | 47   | 16  | +31 | 56   | تأهل إلى دوري أبطال آسيا 2 2025–26 ونصف النهائي |
| 2  | نادي جوا               | 24  | 14 | 6 | 4  | 43   | 27  | +16 | 48   | تأهل إلى دوري أبطال آسيا 2 2025–26 ونصف النهائي |
| 3  | نادي بنغالورو          | 24  | 11 | 5 | 8  | 40   | 31  | +9  | 38   | تأهل إلى الأدوار الإقصائية                      |
| 4  | نورث إيست يونايتد      | 24  | 10 | 8 | 6  | 46   | 29  | +17 | 38   | تأهل إلى الأدوار الإقصائية                      |
| 5  | نادي جمشيدبور          | 24  | 12 | 2 | 10 | 37   | 43  | −6  | 38   | تأهل إلى الأدوار الإقصائية                      |
| 6  | مومباي سيتي            | 24  | 9  | 9 | 6  | 29   | 28  | +1  | 36   | تأهل إلى الأدوار الإقصائية                      |
| 7  | نادي أوديشا            | 24  | 8  | 9 | 7  | 44   | 37  | +7  | 33   |                                                 |
| 8  | نادي كيرلا بلاستيرز    | 24  | 8  | 5 | 11 | 33   | 37  | −4  | 29   |                                                 |
| 9  | إيست بنغال             | 24  | 8  | 4 | 12 | 27   | 33  | −6  | 28   |                                                 |
| 10 | نادي ميرناف بنجاب      | 24  | 8  | 4 | 12 | 34   | 38  | −4  | 28   |                                                 |
| 11 | نادي تشينايين          | 24  | 7  | 6 | 11 | 34   | 39  | −5  | 27   |                                                 |
| 12 | نادي حيدر آباد         | 24  | 4  | 6 | 14 | 22   | 47  | −25 | 18   |                                                 |
| 13 | نادي محمدان            | 24  | 2  | 7 | 15 | 12   | 43  | −31 | 13   |                                                 |

1. ↑  تأهل نادي جوا إلى الدور التمهيدي من دوري أبطال آسيا 2 من خلال فوزه بـكأس السوبر الهندي 2025.[11]
2. 1 2 3  النقاط في المواجهات المباشرة: بنغالورو 7، نورث إيست 7، جمشيدبور 3؛ فارق الأهداف في المواجهات المباشرة: بنغالورو +2، نورث إيست -2.
3. 1 2  النقاط في المواجهات المباشرة: إيست بنغال 6، بنجاب 0.

## الملاعب
ستقام المباراة النهائية للمسابقة في ملعب سالت ليك في البنغال الغربية.
| ملعب سالت ليك |
| السعة: 66,600 |
|               |

## المباراة
| أتك موهون باغان                                  | 2–1 (ب.و.إ.)                                      | بنغالورو            |
| ------------------------------------------------ | ------------------------------------------------- | ------------------- |
| - جيسون كامينجز 72' (ركلة.) - جايمي ماكلارين 96' | دوري السوبر الهندي اتحاد الهند لكرة القدم دوري أي | - ألبرتو 49' (ه.ذ.) |

| موهون باغان | بنغالورو |

| رجل المباراة - جايمي ماكلارين (موهون باغان) | قواعد المباراة - 90 دقيقة. - 30 دقيقة من الوقت الإضافي إذا لزم الأمر. - ركلات جزاء ترجيحية إذا استمر التعادل. - تسعة بدلاء مسموح بهم. - بحد أقصى خمسة تبديلات. |

## وصلات خارجية
- الموقع الرسمي للدوري الهندي الممتاز